# شهرک صدر
شهرک صدر (عربی: مدینة الصدر) یکی از مناطق شیعه‌نشین بغداد و یکی از نه منطقهٔ شهری آن است‌. این منطقه توسط عبدالکریم قاسم با نام «حي الثورة» (شهرک انقلاب) ساخته  شد و در دوران صدام حسین به «مدینة صدّام» (شهر صدام) تغییر نام پیدا کرد. شهرک انقلاب، پس از سقوط صدام، به نام رهبر شیعه عراقی، مقتدی صدر، شهرک صدر تغییر نام داد. .